# Marilou Diaz-Abaya
Marilou Diaz-Abaya est une réalisatrice philippine, née le 30 mars 1955 et morte le 8 octobre 2012 .

## Biographie
Marilou Diaz-Abaya a fait ses études à l’université de Loyola Marymount à Los Angeles et à l’école internationale de cinéma de Londres.
Réalisatrice notoire aux Philippines, elle est également considérée comme une cinéaste importante d'Asie.

## Filmographie
- 1980 : Tanikala
- 1985 : Baby Tsina
- 1994 : Redeem her Honor
- 1996 : In the Navel of the Sea
- 1998 : Jose Rizal
- 1999 : Reef Hunters

## Distinction
- Prix de la culture asiatique de Fukuoka